# Phelsuma vanheygeni
Phelsuma vanheygeni là một loài thằn lằn trong họ Gekkonidae. Loài này được Lerner mô tả khoa học đầu tiên năm 2004.